# Armenia en los Juegos Europeos
Armenia en los Juegos Europeos está representada por el Comité Olímpico Nacional de Armenia, miembro de los Comités Olímpicos Europeos. Ha obtenido un total de 15 medallas: 5 de oro, 5 de plata y 5 de bronce.

## Medalleros

### Por edición
| Evento        | Oro | Plata | Bronce | Total |
| ------------- | --- | ----- | ------ | ----- |
| Bakú 2015     | 0   | 1     | 0      | 1     |
| Minsk 2019    | 5   | 3     | 3      | 11    |
| Cracovia 2023 | 0   | 1     | 2      | 3     |
| TOTAL         | 5   | 5     | 5      | 15    |

### Por deporte
| Evento    | Oro | Plata | Bronce | Total |
| --------- | --- | ----- | ------ | ----- |
| Boxeo     | 2   | 0     | 2      | 4     |
| Gimnasia  | 1   | 1     | 0      | 2     |
| Karate    | 0   | 0     | 1      | 1     |
| Lucha     | 1   | 2     | 0      | 3     |
| Muay thai | 0   | 0     | 1      | 1     |
| Sambo     | 1   | 1     | 1      | 3     |
| Tiro      | 0   | 1     | 0      | 1     |
| TOTAL     | 5   | 5     | 5      | 15    |